# Сараши
Сараши (баш. Сәрәш) — село в Бардымском районе Пермского края. Административный центр Сарашевского сельского поселения.

## География
Село стоит на реке Сарашке, левом притоке р. Тулва, впадающей в р. Каму.

## История
В «Материалах по истории Башкирской АССР» за 1710 год впервые упоминается д. Сарашево, когда башкир д. Кайпаново Кулмет Точибаев добровольно уступил башкиру д. Сарашево Мурзамету Азменеву вотчины своего деда Якшимета Янгильдина, в том числе и дом, пашню, сенные покосы, лес, лесные угодья, которому было «вольно в том лесу бревна и дрова рубить и всякого зверя побивать, и в борти лазить, и вновь борти делать, и хмель щипать».
Деревень Сарашево было две, расположенных на обоих берегах р.Сарашка, но административно подчинялись разным юртам — 7-му и 8-му юртам I Башкирского кантона (в 1855—1863 гг. в составе XII башкирского кантона, а в 1863—1865 гг. — V кантона). Среди уроженцев деревень, участвовавших в составе 20-го башкирского полка в Отечественной войне 1812 г., были кавалеры серебряной медали «В память Отечественной войны 1812 года» Габдулла Чукаев и Хабибулла Малякович Адилев.
В 1834 году в первой деревне было 574, во второй — 660 башкир. В 1842 году на 200 дворов обеих деревень (1234 человека) приходилось 4 мельницы, а также 582 лошади, 776 коров, 177 овец, 23 козы; имели 82 улья. В обеих деревнях при каждой мечети были школы. По X ревизии 1859 года оба деревни учтены уже вместе, в нём было 266 дворов, где проживало 772 мужчины и 667 женщин.

## Климат
| Месяц    | Средняя дневная температура | Средняя ночная температура | Средняя сумма осадков |
| -------- | --------------------------- | -------------------------- | --------------------- |
| Январь   | -11.2                       | -18.7                      | 39                    |
| Февраль  | -8.3                        | -16.3                      | 27                    |
| Март     | -0.6                        | -9.2                       | 27                    |
| Апрель   | 8.3                         | -1.2                       | 36                    |
| Май      | 16.5                        | 5.0                        | 53                    |
| Июнь     | 21.6                        | 10.0                       | 68                    |
| Июль     | 23.9                        | 13.0                       | 75                    |
| Август   | 20.3                        | 10.4                       | 67                    |
| Сентябрь | 13.7                        | 5.8                        | 68                    |
| Октябрь  | 4.4                         | -1.0                       | 59                    |
| Ноябрь   | -2.8                        | -8.3                       | 49                    |
| Декабрь  | -8.1                        | -14.7                      | 41                    |

## Экономика
Село имеет довольно развитую для глубинки инфраструктуру, на территории села есть СПК им. К. Маркса, Сарашевское лесничество, АТС, отделение почтовой связи.

## Население
| 1834 | 1842  | 1859  | 2002  | 2005  | 2010  | 2021  |
| ---- | ----- | ----- | ----- | ----- | ----- | ----- |
| 1234 | →1234 | ↗1439 | ↗1571 | →1571 | ↘1446 | ↘1435 |

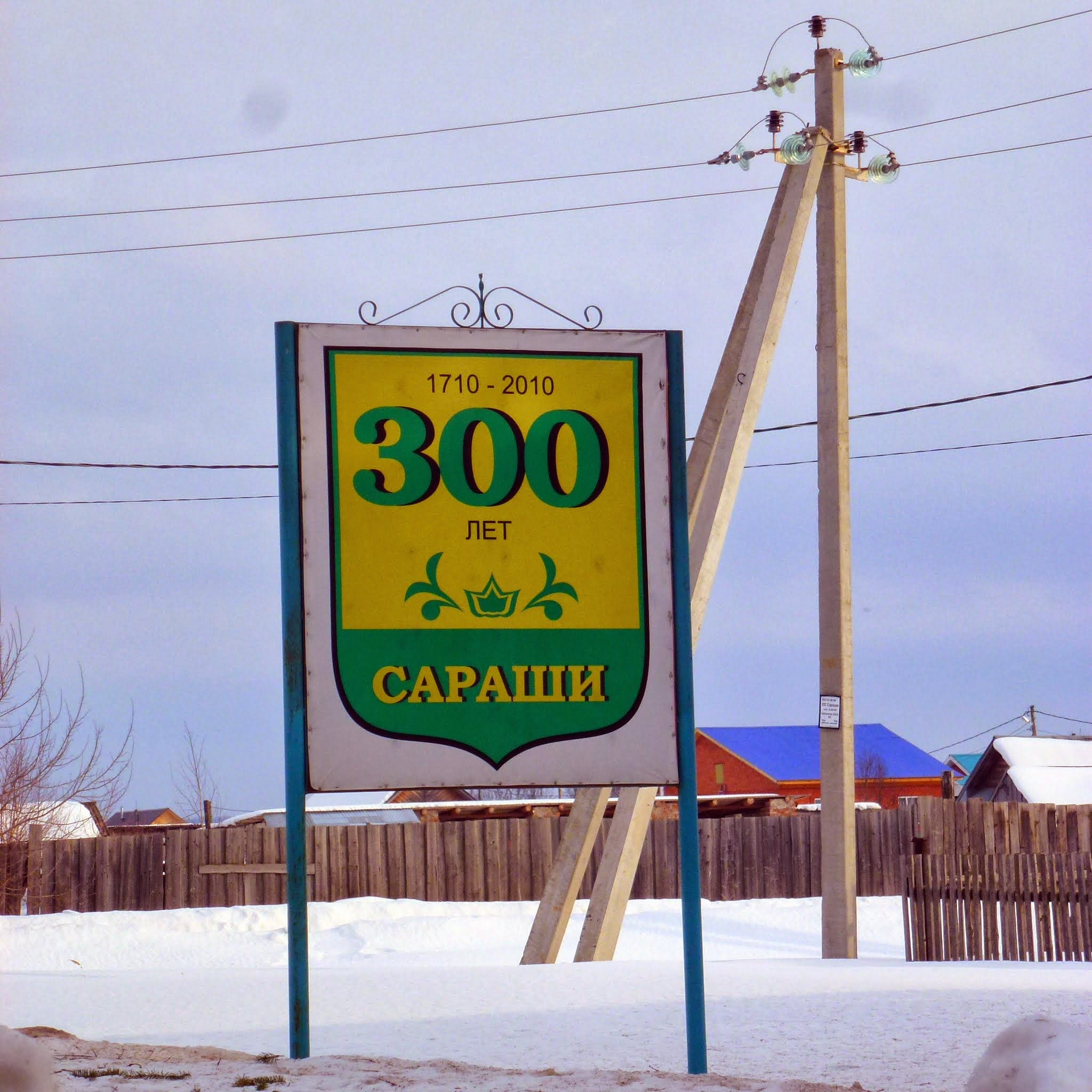
Сараши

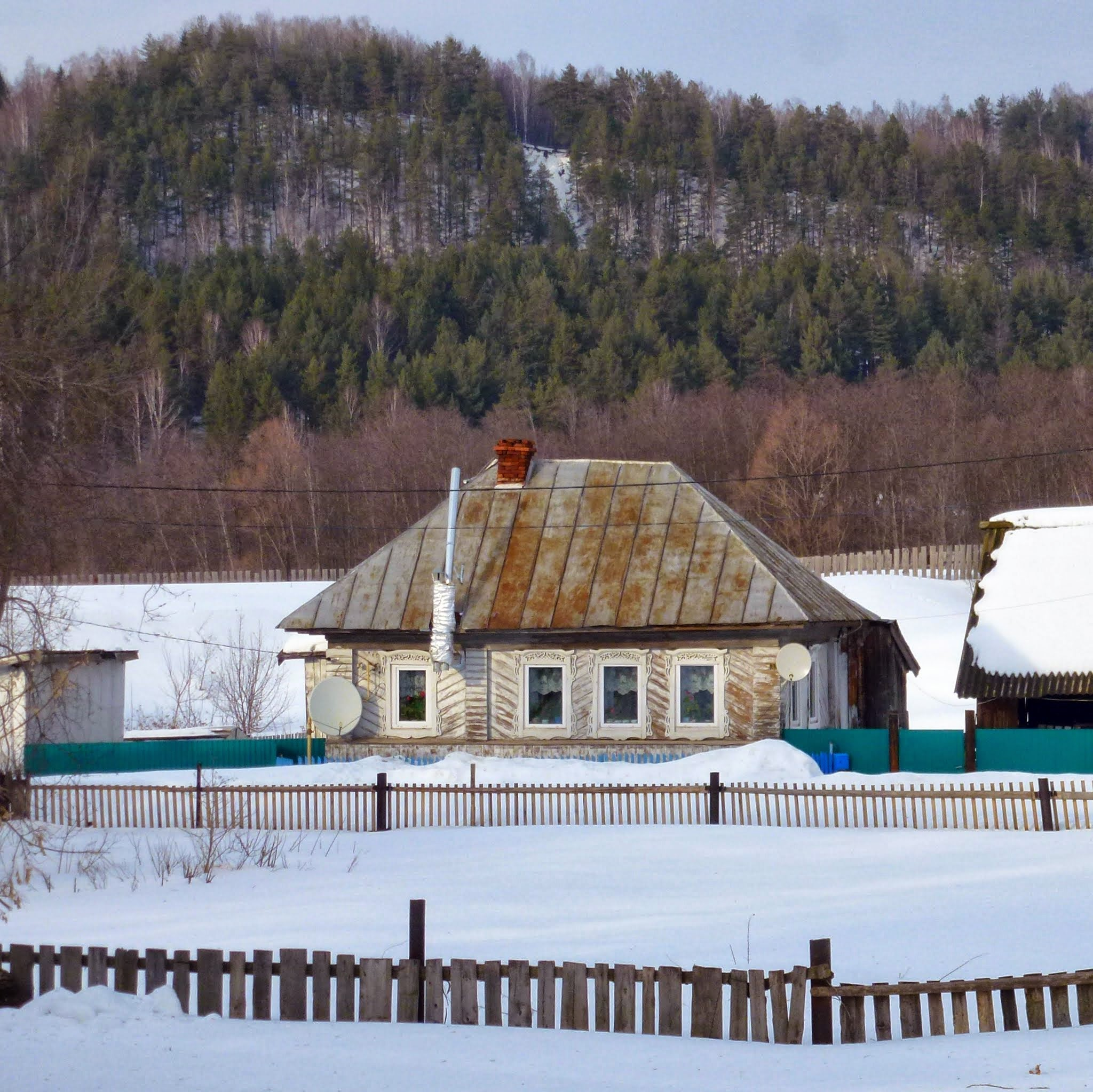
Сараши

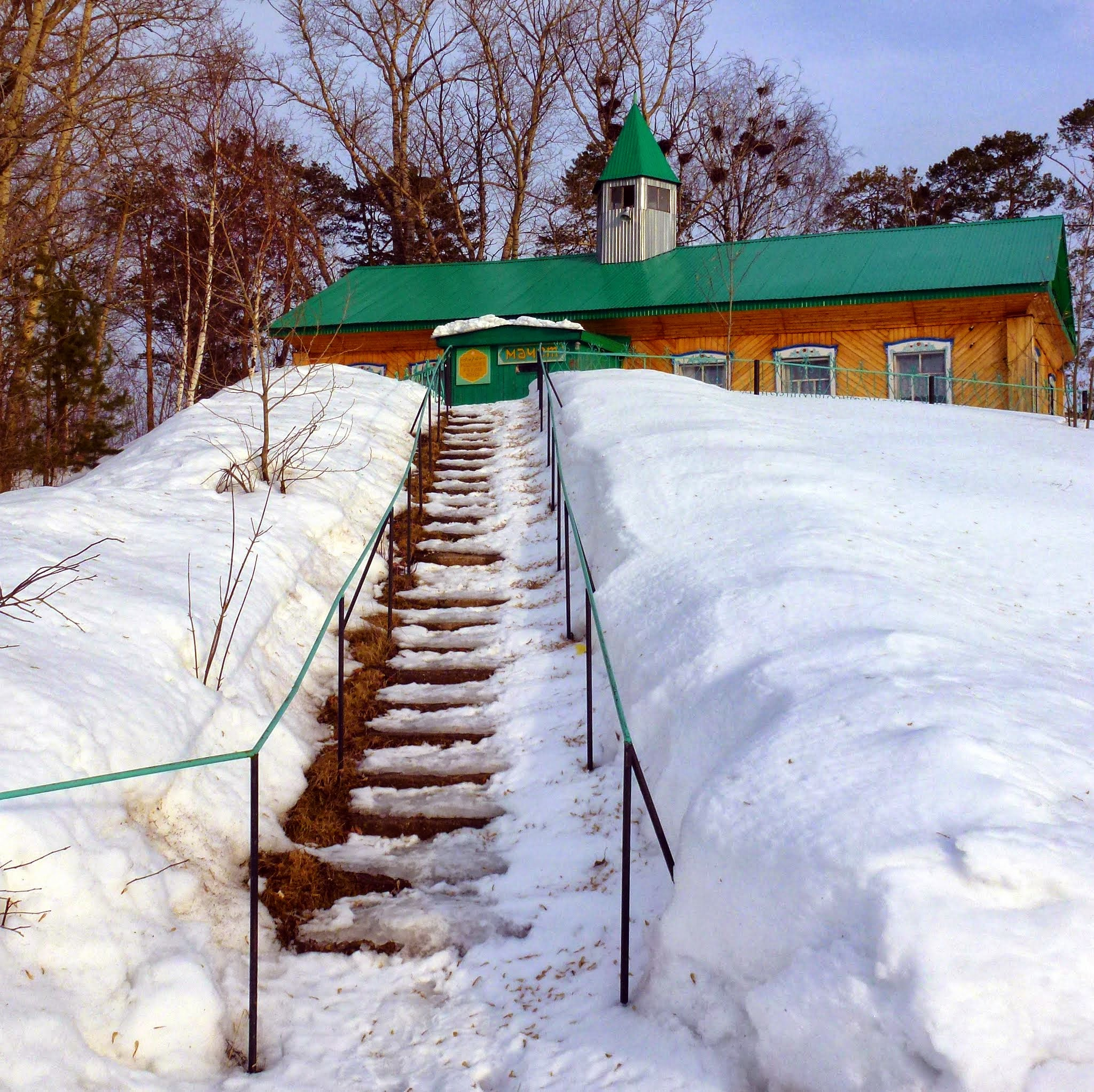
Мечеть, Сараши

По результатам переписи 2010 года численность населения составила 1446 человек, в том числе 703 мужчины и 743 женщины.
В 2005 году численность населения составляла 1571 человек.
Численность населения села Сараши — 1571 (2002 г.) человек, в основном башкиры и татары.
В 1926 году в селе проживало 1955 башкир и 144 татарина.

## Культура и архитектура

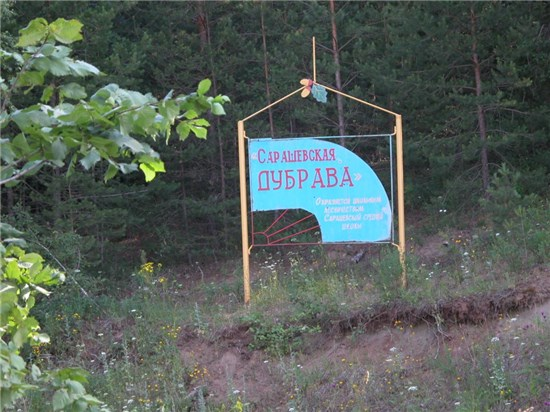

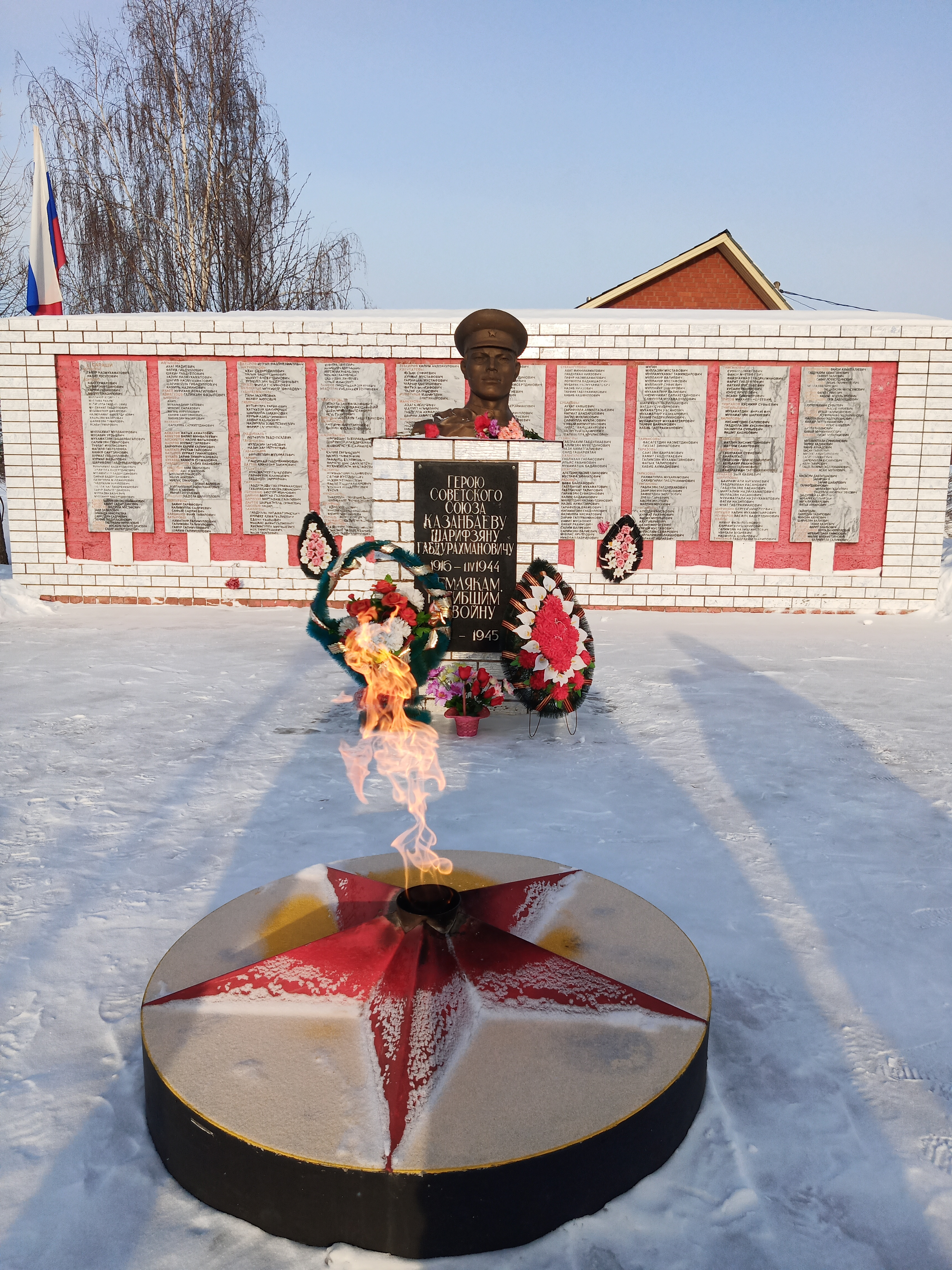

В Сарашах есть Дом культуры, где можно провести время, слушая татарскую музыку. Есть где и почитать — в местной библиотеке. Здесь же, в Сарашах, есть памятник участникам Великой Отечественной войны. Близ села на р. Тулва находятся два ботанических памятника природы: Дубовая гора (Сарашевская дубрава), на которой произрастает дуб (площадь — 20 га), и Сарашевский сосново-дубовый лес (площадь — 460,3 га).

## Инфраструктура

### Образование

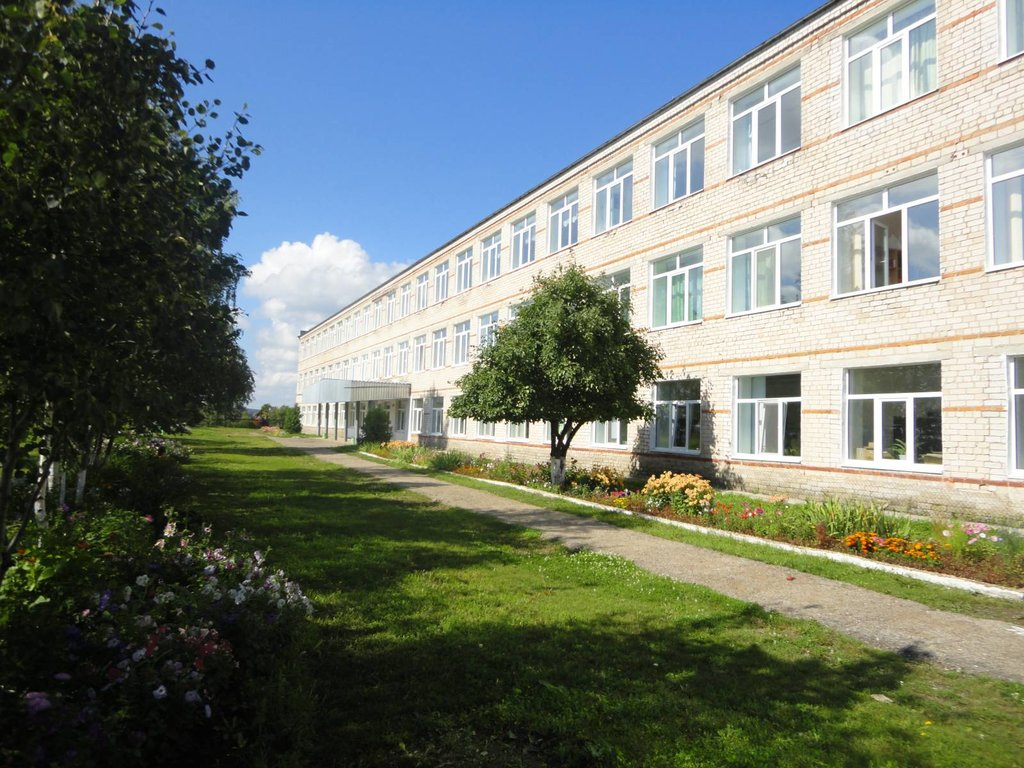
Школа

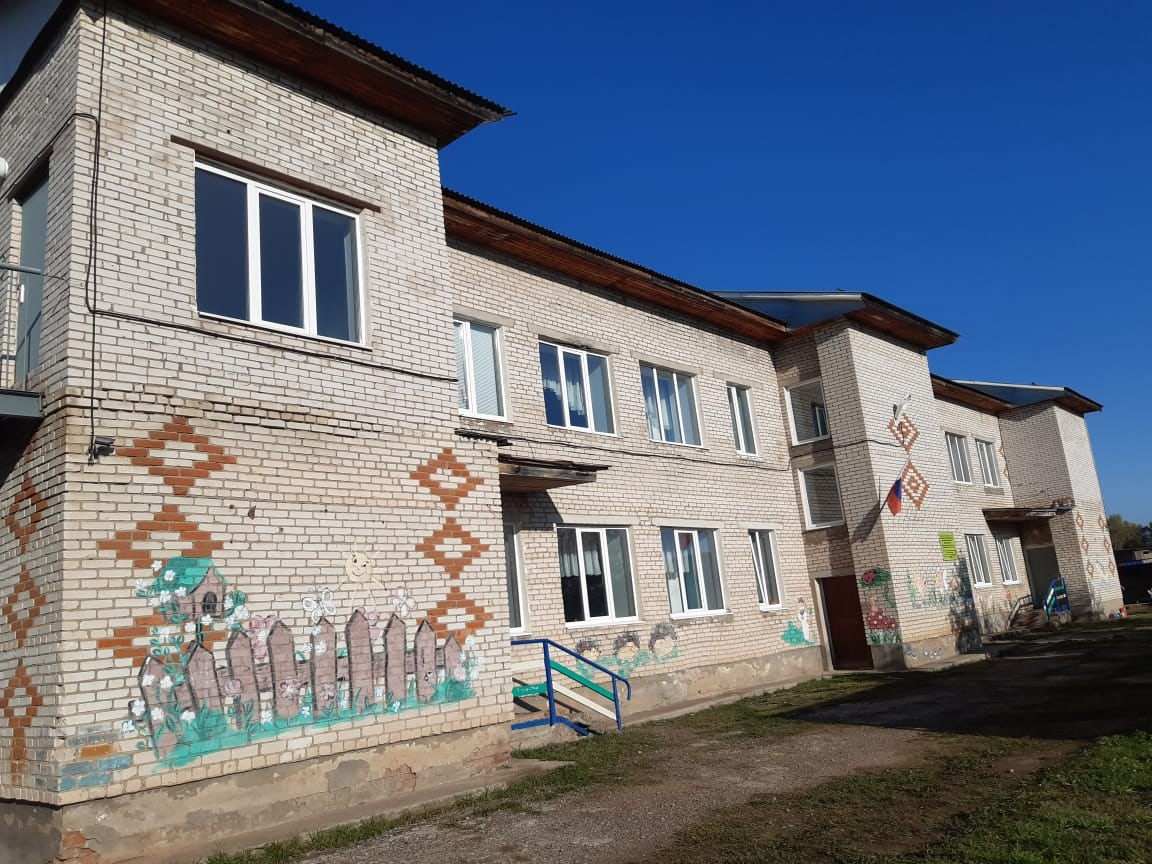

В селе находится МАОУ «Сарашевская средняя общеобразовательная школа имени Героя Советского Союза Казанбаева Шарифзяна» — единственная школа в селе. Также в селе есть детский сад.

### Здравоохранение
Есть участковая больница и аптечный пункт.

### Религия

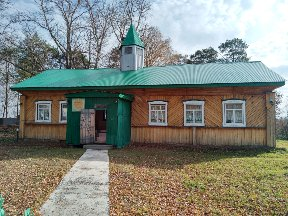
Мечеть

Ислам является основной религией сарашинцев, ввиду их национальной принадлежности. В селе расположена мечеть.

## Люди, связанные с селом
В селе родился Герой Советского Союза Шарифзян Казанбаев.

## Интересные факты
25 сентября 2010 года село отметило своё 300-летие.